# Dead Space 2
Dead Space 2 (произносится [dɛd speɪs tuː], с англ. — «Мёртвый Космос 2») — компьютерная игра, шутер от третьего лица в жанре survival horror, продолжение оригинальной игры Dead Space, созданная студией Visceral Games и выпущенная издателем Electronic Arts в начале 2011 года. Локализация русской версии игры реализована через субтитры.

## Игровой процесс

Изображение инфраструктуры в игре.

Во второй части игроку стало доступно разрушение (передвижение) некоторых видов мебели с последующим использованием в качестве оружия, разбивание стёкол для разгерметизации помещения. Разгерметизация помогает избавляться от некроморфов (для того, чтобы сам игрок не вылетел в космос, ему нужно вовремя выстрелить в панель красного цвета). Движения Айзека стали быстрее, дополнительно костюм получил реактивные двигатели — в зонах без гравитации теперь можно летать. Айзек больше не молчит и вступает в диалоги на протяжении большей части игры. В бою активно матерится. Есть миссия на корабле «Ишимура», который находится в доках гигантской станции-мегалополиса на орбите Сатурна. Всего в игре присутствует 15 глав и существуют 5 уровней сложности: Casual, Normal, Survivalist, Zealot и Hard Core (с англ. — «лёгкий, средний, тяжёлый, нереальный и невозможный» соответственно). «Невозможный» уровень сложности становится доступен только после полного прохождения игры..
Разделение на главы теперь условно — игра следует без видимых полей загрузки следующего уровня. Названия можно увидеть в углу экрана в начале главы или во время загрузки сохранений игры. Вопреки традиции, начатой ещё в первой части, первые буквы глав не образуют никакого осмысленного предложения.

### Оружие и снаряжение
Количество оружия, доступного главному персонажу, было увеличено. Если на компьютере обнаружатся сохранения из Dead Space, то в магазине будет доступен для покупки оригинальный плазменный резак из первой части.

### Мультиплеер
В режиме мультиплеера бой происходит между двумя командами: игроки-люди и игроки-некроморфы, которые видят первых сквозь стены. В каждой команде по четыре игрока, причём в последней некроморфы делятся на четыре вида: Spitter (в русской локализации — Нарвал), Puker (Шарпей), Pack (Свора) и Lurker (Затаившийся). «Рядовые» некроморфы управляются игровым ИИ. Бои происходят в раундах на время, за которое игроки-люди должны достичь поставленной цели (уничтожение прототипов обелиска, ввод координат в солнечный кластер, побег и т. д.), а игроки-некроморфы помешать им. За выполнение игровых задач (убийство противника, помощь союзнику и т. д.) игроку начисляется игровой опыт. Набрав нужное количество опыта игрок получает новые уровни, а вместе с уровнями — разнообразные бонусы: новые цвета для костюма, оружие, улучшения для имеющегося оружия, а также улучшения характеристик у некроморфов (например повышенный урон дистанционной атаки у Нарвала). Закрытый мультиплеерный бета-тест начался 23 сентября 2010 года.
8 декабря 2023 года Electronic Arts отключила серверы Dead Space 2.

## Сюжет

### Основная игра
Действие данной части игры происходит в 2511 году, спустя три года после событий на космическом потрошителе «Ишимура» и сразу после саботажа на плотно населённой космической станции-мегаполисе «The Sprawl» (с англ. — «Скопление»), расположенной на осколках спутника Титана на орбите Сатурна.
В психиатрическом госпитале станции содержится бывший инженер C.E.C. Айзек Кларк (после того, как его в бессознательном состоянии обнаружили в дрейфующем челноке, на котором тот сбежал с Эгиды-7). Все три года его жизнь искусственно поддерживали, так как в сознание он так и не пришёл.
Пробуждённый Франко (протагонист «Dead Space: Ignition»), Кларк снова оказывается в окружении некроморфов, которые распространяются по всему мегаполису. Однако прежде чем Франко успевает освободить Айзека от смирительной рубашки, его убивает Заразитель (англ. Infector) и превращает в расчленителя на глазах у главного героя, после чего Айзек вынужден бежать. Позднее с ним связывается женщина по имени Дайна, которая указывает ему дорогу к её местоположению, обещая дать лекарство от психического расстройства и сообщая ему, что за ним охотится Комитет, который содержал его в стазис-сне три года. Также Айзек сталкивается с другим пациентом, Ноланом Строссом, утверждающим, что он и Айзек могут уничтожить Обелиск. Игнорируя слова Стросса, Айзек, подверженный видениям с участием его мёртвой девушки Николь, продолжает пробираться через город по указанному Дайной пути, попутно из различного медицинского и технического оборудования собирает себе амуницию.
По прибытии к её местоположению Айзека хватают двое охранников, после чего Дайна объясняет ему, что она является юнитологом, посланным, чтобы поймать Айзека, и утверждает, что он ответственен за постройку нового Обелиска, который стал причиной нынешнего заражения станции, и что Айзек нужен им, чтобы построить ещё. Когда они собирались уходить, боевой космический корабль-штурмовик расстреливает Дайну и двух охранников, позволяя Айзеку сбежать. Но сбежав, Айзек сталкивается с некроморфом-мучителем. У Айзека получается отстрелить твари руку, но внезапно появившейся штурмовик вызывает разгерметизацию помещения, и Айзек вместе с Мучителем вылетают в открытый космос и врезаются в штурмовик. При столкновении они повреждают обшивку штурмовика, и Айзек стреляет по баллонам с горючим, из-за чего тот взрывается, убивая монстра. Айзека отбрасывает в сторону зданий.
Вскоре с ним вновь связывается Стросс, и Айзек с неохотой решает довериться ему, поставив перед собой единственную цель — уничтожить Обелиск. Стросс сообщает ему, что Обелиск расположен в правительственном секторе в строгой изоляции. По мере продвижения, Айзек сталкивается с ещё одной выжившей, Элли, офицером-пилотом C.E.C., которая в конечном счёте присоединяется к их миссии, решив, что ей будет нужна их помощь, чтобы выжить. Во время их продвижения по станции к правительственному сектору, администратор станции Титан, Ганс Тейдманн, создаёт различные преграды, чтобы не дать им дойти до Обелиска. Позднее помешательство Стросса сильно обостряется, он нападает на Элли и отвёрткой выкалывает ей глаз. Она выживает, а позже Айзеку придётся убить Стросса, пытавшегося воткнуть отвёртку уже ему в глаз. Также пробиваясь к Обелиску, Айзек продолжает испытывать видения с участием Николь, которые становятся всё яснее и пытаются сбить его с цели. В конце концов Айзеку приходится признать, что он не может больше убегать, и что его судьба — пожертвовать собой, чтобы уничтожить Обелиск, тем самым сделав видения с Николь дружелюбней.
Когда Айзек пробирается в правительственный сектор, он эвакуирует Элли из станции на штурмовом корабле. Внутри сектора Айзек открывает дверь, которая сдерживала некроморфов, пытающихся пробиться к Обелиску, после чего они уничтожают солдат Тейдманна. В конце концов Айзек добирается до Обелиска, который окружён некроморфами. Когда он смотрит на него, Обелиск начинает «схождение» — событие, предсказанное юнитологами. Провожаемый видением Николь, он находит машину, которая разблокирует инфицированные Обелиском участки его мозга, которые, по словам Николь, окажут ему помощь. Затем он пробивается к Обелиску, где сталкивается с обезображенным Тейдманном, вооружённым дротикомётом, которого Айзек будет вынужден убить(игрок может не стрелять в Тейдманна, но тот всё равно погибнет при разрушении станции). После чего он подходит к Обелиску, где видение Николь внезапно втягивает Айзека в его собственный разум. Внутри он сталкивается с частями, находящимися под влиянием Обелиска и Николь, которая поясняет ему, что единственный способ сделать Обелиск «единым» — это абсорбировать разум и тело того, кто его создал. После продолжительной битвы Айзеку удаётся уничтожить видение Николь и освободиться от всех следов влияния Обелиска на его разум, тем самым в процессе разрушая сам Обелиск в реальности.
Уничтожив Обелиск и очистив свой разум от его влияния, Айзек сваливается на землю, готовый смириться со своей судьбой, так как полное разрушение Обелиска приводит к развалу всей станции. Внезапно он получает сообщение от Элли, которая пробивает штурмовиком потолок над Обелиском. Пока станция разрушается, происходит падение гравитации, в результате чего Айзек взлетает и, огибая на большой скорости обломки разрушающегося Обелиска, попадает на штурмовик, и они с Элли успевают улететь прежде, чем станция взрывается. В финальной сцене Айзек, поскольку он снова оказывается в кресле пилота, чувствует, что ситуация аналогична той, что была в финале первой игры, и настороженно поворачивает голову вправо, где сидит Элли, чем вызывает её недоумение.
После финальных титров слышна запись переговоров (видимо, правительственного чина и исполнителя), в которых один сообщает другому, что станция «Титан» (он называет её «Зона „Обелиск-12“») и сам Обелиск уничтожены, на что ему приказывают отозвать корабли и что «другим зонам придётся собирать всё по кусочкам».

### Дополнение Severed
Дополнение включает в себя две новые главы в одиночной кампании, где рассказано о судьбе Гейба Уэллера и Лексин Мёрдок — героев Dead Space: Extraction. Сюжетная линия дополнения идёт параллельно основной кампании Айзека Кларка.
События дополнения начинаются одновременно с оригинальной игрой, когда колония начала наводняться некроморфами. Большинство членов отряда Гейба погибает от некроморфов во время патруля шахт Титана. Оставшийся в живых, Гейб предупреждает свою беременную жену Лексин об опасности и направляется за ней в мегаполис. Он пытается опередить своего командира — полковника Виктора Бартлетта, который намерен выполнить приказ Тайдмана об уничтожении «списка ключевых объектов», в который входит Лексин. Позже он также сообщает, что Лексин входит в число подопытных проекта «Оракул», а Гейб нужен был лишь для того, чтобы она забеременела. Но таинственные люди, предположительно Оракулы (см. комикс Dead Space: Salvage), всё-таки добираются до жены Гейба, отбив её от Бартлетта, нейтрализовав последнего с помощью таинственного излучателя, и уводят на корабль. Гейб убивает похитителей Лексины, превратившихся в некроморфов в результате нападения Заражателей, в то время как Лексин успевает спрятаться в шаттле, и пытается открыть шлюз для взлёта корабля со своей женой. В этот момент из засады выскакивает пришедший в сознание Бартлетт и подрывает гранату, совершив самоубийство. Взрывом Гейбу отрывает ногу, а защитный шлем сильно повреждается, лишившись герметичности. Некроморфы пробираются к взлётной площадке, Гейб успевает сорвать замки шлюза и падает замертво в окружении некроморфов, а корабль с Лексин на борту стартует в космос. Информативные сообщения повествуют о том, что Гейб мёртв и его останки собраны для исследований, а Лексин объявлена пропавшей без вести и вооруженным силам разрешена её ликвидация.

## Загружаемый контент
Первые три дополнения для Dead Space 2 (Hazard Pack, Martial Law Pack, Supernova Pack) были доступны для приобретения в момент выхода игры на консоли. Каждое дополнение содержало в себе новые наборы костюмов и оружия. Для Windows эти дополнения были включены в качестве бесплатного обновления. Бесплатное дополнение Outbreak Map Pack содержало три новые многопользовательские карты и было выпущено для консолей в марте 2011 года.
Первым крупным сюжетным дополнением стало Dead Space 2: Severed, анонсированное 25 января 2011 года. Дополнение содержало две дополнительные однопользовательские главы, в котором участвовали персонажи Dead Space: Extraction. В качестве протагониста выступил Гейб Веллер. Дополнение вышло только для консолей 1 марта 2011 года.

## Специальное издание

Коллекционное издание Dead Space 2.

В коллекционное издание игры вошло следующее:
- пластмассовый плазменный резак;
- книга с концепт-артами;
- диск с игрой;
- Костюм Юнитолога;
- Силовой Пистолет Фанатика;
- код для бесплатной загрузки DLC;
- дополнительный диск с саундтреком;
- в комплект Dead Space 2: Limited Edition для PS3 входит полная, портированная с Wii-версии, игра Dead Space: Extraction с поддержкой контроллера PlayStation Move[30].

## Разработка
| Системные требования | Системные требования                                                             | Системные требования                                                             |
| -------------------- | -------------------------------------------------------------------------------- | -------------------------------------------------------------------------------- |
|                      | Минимальные                                                                      | Рекомендуемые                                                                    |
| Windows              |                                                                                  |                                                                                  |
| ОС                   | Windows XP SP 3; Windows Vista SP 1,2; Windows 7 SP 1                            | Windows XP SP 3; Windows Vista SP 1,2; Windows 7 SP 1                            |
| ЦПУ                  | Intel Pentium 4 2,8 ГГц, AMD Athlon XP 2,8 ГГц                                   | Intel Core 2 Duo 2,6 ГГц, AMD Athlon 64 X2 2,6 ГГц                               |
| Объём ОЗУ            | 1 Гб (Windows XP); 2 Гб,(Windows Vista),(Windows 7)                              | 2 Гб (Windows XP), 2,5 (Windows Vista),(Windows 7)                               |
| Место на диске       | 10 Гб свободного места                                                           | 12 Гб свободного места                                                           |
| Видеокарта           | 256 мб GeForce 6800 / Radeon X1600 Pro с поддержкой Шейдеров 3.0 и выше          | GeForce 8800 GTX / Radeon HD 2900 XT и выше                                      |
| Звуковая плата       | DirectX 9.0c                                                                     | DirectX 9.0c                                                                     |
| Сеть                 | подключение к сети интернет для первоначальной активации аккаунта и сетевой игры | подключение к сети интернет для первоначальной активации аккаунта и сетевой игры |

Официальный анонс о разработке игры был сделан 7 октября 2009 г. 21 декабря 2010 г. стала доступна для скачивания демо-версия игры. В пресс-релизе Electronic Arts уточняется, что европейский релиз нового проекта запланирован на 28 января 2011 г.
Бюджет игры составил 60 млн долл., окупить который проданным в итоге 4 млн копий игры не удалось.
В начале апреля 2024 года EA опровергла сообщения о том, что ремейк Dead Space 2 находился в разработке, прежде чем был отменён, а представитель компании сказал IGN: «Обычно мы не комментируем слухи, но эта история не имеет под собой никаких оснований». Джейсон Шрайер, журналист Bloomberg, подтвердил эти слова, добавив, что серия Dead Space была заморожена во второй раз, поскольку продажи ремейка первой части не оправдали ожиданий.

## Отзывы
| Сводный рейтинг       | Сводный рейтинг                        |
| Агрегатор             | Оценка                                 |
| --------------------- | -------------------------------------- |
| GameRankings          | PS3: 89,22 % X360: 89,10 % ПК: 86,18 % |
| Metacritic            | X360: 90/100 PS3: 89/100 PC: 87/100    |
| «Критиканство»        | 89/100                                 |
| Иноязычные издания    |                                        |
| Издание               | Оценка                                 |
| CVG                   | 9,5/10                                 |
| Destructoid           | 9,5/10                                 |
| Edge                  | [ 17 ]                                 |
| Eurogamer             | 9/10                                   |
| Game Informer         | [ 47 ]                                 |
| GamePro               | 5/5                                    |
| GameSpot              | [ 49 ]                                 |
| GameSpy               | [ 50 ]                                 |
| GamesRadar+           | [ 51 ]                                 |
| GameTrailers          | [ 52 ]                                 |
| GameZone              | 8/10                                   |
| Giant Bomb            | [ 54 ]                                 |
| Hardcore Gamer        | 4,5/5                                  |
| IGN                   | [ 56 ]                                 |
| Jeuxvideo.com         | 19/20                                  |
| Joystiq               | [ 58 ]                                 |
| PC Gamer (US)         | 87/100                                 |
| The Daily Telegraph   | 9/10                                   |
| The Guardian          | [ 61 ]                                 |
| VideoGamer            | 8/10                                   |
| X-Play                | [ 63 ]                                 |
| Русскоязычные издания |                                        |
| Издание               | Оценка                                 |
| 3DNews                | 9/10                                   |
| Absolute Games        | 85/100                                 |
| GameMAG.ru            | 9/10                                   |
| «PC Игры»             | 9/10                                   |
| PlayGround.ru         | 8,6/10                                 |
| StopGame.ru           | Изумительно                            |
| «Домашний ПК»         | [ 70 ]                                 |
| «Игромания»           | 8/10                                   |
| «Игры Mail.ru»        | 9/10                                   |
| «Канобу»              | 8,7/10                                 |
| «ЛКИ»                 | 90 %                                   |
| «Мир фантастики»      | 9/10                                   |
| «НИМ»                 | 8,6/10                                 |
| «Страна игр»          | 9/10                                   |

Игра была очень положительно оценена ведущими игровыми изданиями, средний рейтинг на Metacritic составил 87—90 баллов из 100 возможных (в зависимости от платформы).
Журнал PSM3 оценил игру на 92 %, Official Xbox Magazine — 9,5 из 10 баллов, Game Informer — 9 из 10 баллов, Official Xbox Magazine UK — 9 из 10.

### Продажи
В первом квартале 2011 финансового года представители Electronic Arts сообщили, что с момента релиза было продано более 2 млн копий.
В 2017 году, после закрытия студии Visceral Games, бывший дизайнер Зак Уилсон рассказал, что за всё время с момента релиза было продано около 4 млн копий Dead Space 2 при затратах на разработку в 47 млн долларов, что, по его мнению, вызвало недовольство у Electronic Arts коммерческим результатом.